# Platyplectrurus trilineatus
Espèce
Synonymes
- Plectrurus trilineatus Beddome, 1867
- Platyplectrurus bilineatus Beddome, 1886

Statut de conservation UICN

 DD  : Données insuffisantes
Platyplectrurus trilineatus est une espèce de serpents de la famille des Uropeltidae.

## Répartition
Cette espèce est endémique du sud des Ghâts occidentaux en Inde.

## Publication originale
- Beddome, 1867 : Descriptions and figures of Five New Snakes from the Madras Presidency. Madras Quarterly Journal of Medical Science, vol. 11, p. 14-16 (texte intégral).